# Ourozinho
Ourozinho é uma povoação portuguesa do Município de Penedono que foi sede da extinta Freguesia de Ourozinho, freguesia que tinha 8,34 km² de área e 136 habitantes (2011), e, por isso, uma densidade populacional de 16,3 hab/km².
A Freguesia de Ourozinho foi extinta (agregada) pela reorganização administrativa de 2012/2013, tendo o seu território sido agregado ao da Freguesia de Antas para criar a União das Freguesias de Antas e Ourozinho.

## População
| População da freguesia de Ourozinho | População da freguesia de Ourozinho | População da freguesia de Ourozinho | População da freguesia de Ourozinho | População da freguesia de Ourozinho | População da freguesia de Ourozinho | População da freguesia de Ourozinho | População da freguesia de Ourozinho | População da freguesia de Ourozinho | População da freguesia de Ourozinho | População da freguesia de Ourozinho | População da freguesia de Ourozinho | População da freguesia de Ourozinho | População da freguesia de Ourozinho | População da freguesia de Ourozinho |
| ----------------------------------- | ----------------------------------- | ----------------------------------- | ----------------------------------- | ----------------------------------- | ----------------------------------- | ----------------------------------- | ----------------------------------- | ----------------------------------- | ----------------------------------- | ----------------------------------- | ----------------------------------- | ----------------------------------- | ----------------------------------- | ----------------------------------- |
| 1864                                | 1878                                | 1890                                | 1900                                | 1911                                | 1920                                | 1930                                | 1940                                | 1950                                | 1960                                | 1970                                | 1981                                | 1991                                | 2001                                | 2011                                |
| 549                                 | 536                                 | 562                                 | 530                                 | 547                                 | 412                                 | 454                                 | 463                                 | 517                                 | 432                                 | 273                                 | 249                                 | 231                                 | 186                                 | 136                                 |

| Distribuição da População por Grupos Etários | Distribuição da População por Grupos Etários | Distribuição da População por Grupos Etários | Distribuição da População por Grupos Etários | Distribuição da População por Grupos Etários | Distribuição da População por Grupos Etários | Distribuição da População por Grupos Etários | Distribuição da População por Grupos Etários | Distribuição da População por Grupos Etários | Distribuição da População por Grupos Etários |
| -------------------------------------------- | -------------------------------------------- | -------------------------------------------- | -------------------------------------------- | -------------------------------------------- | -------------------------------------------- | -------------------------------------------- | -------------------------------------------- | -------------------------------------------- | -------------------------------------------- |
| Ano                                          | 0-14 Anos                                    | 15-24 Anos                                   | 25-64 Anos                                   | > 65 Anos                                    |                                              | 0-14 Anos                                    | 15-24 Anos                                   | 25-64 Anos                                   | > 65 Anos                                    |
| 2001                                         | 30                                           | 21                                           | 78                                           | 57                                           |                                              | 16,1%                                        | 11,3%                                        | 41,9%                                        | 30,6%                                        |
| 2011                                         | 16                                           | 13                                           | 67                                           | 40                                           |                                              | 11,8%                                        | 9,6%                                         | 49,3%                                        | 29,4%                                        |

Média do País no censo de 2001:  0/14 Anos-16,0%; 15/24 Anos-14,3%; 25/64 Anos-53,4%; 65 e mais Anos-16,4%
Média do País no censo de 2011:   0/14 Anos-14,9%; 15/24 Anos-10,9%; 25/64 Anos-55,2%; 65 e mais Anos-19,0%